# Hanser García
Hanser García Hernández (10 de octubre de 1988, Caibarién) es un nadador cubano de estilo libre. Fue medallista de plata en los 100 metros libres y de bronce en los 50 metros libres en los Juegos Panamericanos de 2011 en Guadalajara.

## Biografía
Hanser nace el 10 de octubre de 1988 en la ciudad de Santa Clara, Villa Clara. Desde pequeño se inicia en el deporte de natación en el seminternado Orestes de la Torre, donde a los 12 años ingresa a la EIDE de la localidad. En el segundo año en la EIDE por falta de rendimiento deportivo es trasladado al deporte de polo acuático continuando en este deporte hasta llegar al Equipo Juvenil. En el año 2009 se presenta como invitado en la Copa Marcelo Salado donde rompe récord nacional en los 50 metros libres siendo trasladado al equipo nacional de natación.
El apodo de ``El Pollo´´ se lo atribuyeron sus compañeros de aula, pues tenía el cabello muy rubio, por el efecto continuo del cloro de la piscina.

## Trayectoria

### 2009
Obtiene tres medallas de oro en los Juegos del ALBA, y, posteriormente, dos medallas de oro y una de bronce en el Campeonato Centroamericano y del Caribe de Aficionados a la Natación (CCCAN), realizado en Barquisimeto, Venezuela.
En este certamen se convierte en el primer cubano que baja de los 50 segundos en 100 metros libres, al registrar 49:53, marca que redujo hasta 48.60.
Los resultados obtenidos le permitieron ser seleccionado como el atleta individual más destacado de la Provincia Villa Clara, Cuba.

### 2011
Obtiene medalla de plata en Juegos Panamericanos de Guadalajara, en los 100 metros, con récord nacional de 48.34.
Después de finalizada la competencia Hansel expone:

"Esto es lo más grande que me ha pasado, vine hoy a morirme en la piscina y le dije a Lulú (su entrenadora María Luisa Mojarrieta) que confiara en mí".

 explicó el villaclareño de 23 años quien confesó que haber largado en el carril tres, justo al lado del campeón y recordista panamericano, el brasileño César Cielo (47.84) significó mucho, pues marcó el paso, y lo obligó a sacar fuerzas extras.
En los 50 metros libres esta rápida prueba fue ganada por el favorito brasileño César Cielo Filho con récord panamericano de 21,58, seguido por su compatriota Bruno Fratus (22,05), mientras que Hanser rebaja la marca nacional hasta 22,15.
Esta última etapa ha sido de grandes progresos: en Shanghái bajó de los 49 segundos y a solo nueve semanas llega a 48.34. La mayor dificultad de este atleta, que en el 2011 cuenta con 23 años, radica en la arrancada y la vuelta.
El talento de Hanser se duplica pues solo lleva tres años practicando natación, pues antes de eso era integrante de la selección insular de polo acuático, entrena en una alberca lejana de las condiciones idóneas para la progresión deportiva, y carece de un equipo biomecánico dedicado a corregirle deficiencias técnicas.
En el Campeonato Mundial de deportes acuáticos celebrados en Shanghái, China, termina ubicado en el puesto 18 de los 100 libre convirtiéndose en el primer cubano en romper la barrera de los 49 segundos en los 100 m libre, con 48,99 s, y el lugar 29 en los 50 metros libre con 22,72 segundos, y pese a quedar a sólo diez centésimas de su primacía nacional, no pudo acercarse a su gran resultado de los 100. Mejoró no obstante su registro del año (22,79 s) en la prueba más veloz de la natación.
Resultó distinguido como el mejor nadador cubano del 2011 gracias a las medallas de plata y bronce en los Juegos Panamericanos de Guadalajara y los cuatro de los seis récords nacionales que consiguió este año en el estilo libre. Ocupa en el ranking mundial lugar 12 y 25, resultado que le permitió obtener un cupo en los Juegos Olímpicos de Londres 2012.
Anteriormente a esos resultados obtuvo 3 medallas de oro en la Copa Marcelo Salado Internacional celebrado en La Habana

### 2012
En enero y febrero realizó una base de preparación en Perú,  con la meta de alcanzar una medalla en los Juegos Olímpicos Londres 2012, según informa la preparadora del atleta Luisa Mojarrieta. A partir del 30 de mayo en  Bilbao, España, con vistas a intervenir en las fases del circuito europeo Mare Nostrum en España y Francia, y en el Abierto Sette Colinas  de Italia como parte de su preparación rumbo a Londres.
Ganó la medalla de plata en la prueba de 100 metros estilo libre con un crono de 49 segundos y 32 céntésimas durante la etapa del circuito Mare Nostrum de natación celebrada en la ciudad española de Barcelona,  el 2 de junio y también obtiene la medalla de plata en los 50 metros libre el 3 de junio, donde registró 22 segundos y 36 centésimas.
En la segunda parada del circuito Mare Nostrum, que acogió la ciudad francesa de Canet culminó con medalla de oro en 100 metros estilo libre al aventajar, con tiempo de 48,89 segundos al canadiense Brent Hayden (49,00) y al local Yannick Angel (49.02).En estas dos primeras fases del circuito Mare Nostrum, el cubano más destacado resultó Hanser, con un acumulado de una dorada, dos plateadas y un bronce, además de ocupar la primera posición por puntos, en los 50, con 789 unidades, y octavo en los 100, con 818.
Conquistó medalla de plata en los 100 metros estilo libre, en la jornada conclusiva de la edición 49 del Trofeo Sette Colinas de Roma, Italia,  con un tiempo de 49.10 segundos a solo una centésima del medallista de oro, el holandés Sebastian Verschuren.
Participó en los Juegos Olímpicos Londres 2012, donde compite en los 50 metros y 100 metros respectivamente, quedando séptimo en esta última distancia con récord para Cuba de 48.04, donde por primera vez un cubano participa en la final de esta competencia, al ser entrevistado Hanser expresa:

«Quería más, el pueblo cubano al que tanto admiro, debe saber que nadé  con el alma, entregué todo por darle una presea, fue muy difícil, era una carrera dura, me sentí el cansancio», además también expresó «Hice realmente lo que pude y aunque estoy satisfecho, creo que quien no tenga ambiciones “está embarcao”; me da fuerzas para otro ciclo olímpico, soy joven y me sobra disposición para continuar en el camino».